# أنيليمة سبخية
أنيليمة سبخية (الاسم العلمي: Aneilema paludosum) هي نوع من النباتات تتبع جنس الأنيليمة من الفصيلة الوعلانية.